# Wiking-Jugend

Flagge der Wiking-Jugend mit Othala-Rune

Die Wiking-Jugend (WJ) war eine neonazistische Kinder- und Jugendorganisation. Die 1952 gegründete Organisation wurde 1994 durch den Bundesminister des Innern verboten; zum Zeitpunkt des Verbots war sie mit 400 bis 500 Mitgliedern die größte neonazistische Jugendorganisation.
Sie agierte in der Nachfolge der Hitler-Jugend und des Bundes Deutscher Mädel. Ein Charakteristikum der Wiking-Jugend war ihr Selbstverständnis als Refugium einer geschlossen nationalsozialistischen Sozialisation von der frühen Kindheit bis ins Erwachsenenalter ihrer Mitglieder. Eng damit verbunden war ihre Funktion als Kaderschule des deutschen und europäischen Rechtsextremismus, die ihr eine Schlüsselstellung innerhalb der einschlägigen Organisationen und Netzwerke verlieh. Die Bedeutung der Wiking-Jugend beschränkte sich daher nicht auf den Jugendbereich, sondern lag ebenso in ihrer organisationsübergreifenden und vernetzenden Funktion.

## Ideologie, Name und Symbol
Ideologisch war die Wiking-Jugend völkisch-rassistisch eingestellt. Die Wikinger wurden als Verteidiger der Zivilisation gegen die Mongolen mythologisiert, antisemitisch der Einfluss des Judentums auf das Weltgeschehen beschworen, und der demokratische Verfassungsstaat mit der Forderung nach einer Elitenherrschaft abgelehnt. Ihre „Nordland“-Ideologie imaginierte das „Nordland“ als den „geschlossenen Lebensraum der Völker germanischer Herkunft in Nord- und Mitteleuropa“, lobte die „Nordische Rasse“, lehnte in der christlichen Religion neben den jüdischen Wurzeln auch den Bezug auf Naturrecht und Menschenrechte ab und wies den Gedanken der Friedfertigkeit zurück. Damit unterschied sie sich von der christlich-abendländischen Orientierung der deutschnational-konservativen Alten Rechten.
Mit ihrer Namenswahl bezog sich die Wiking-Jugend auf die 5. SS-Panzer-Division „Wiking“. Analog zu deren Rekrutierungspraxis von Freiwilligen in West- und Nordeuropa bildete sie Strukturen in Frankreich, Spanien, Großbritannien, der Schweiz und Norwegen. In ihrer Gründungsphase war die Wiking-Jugend ideologisch und generationell eng mit den Kameradschaftsverbänden der Waffen-SS verbunden, deren Zeitschrift den Titel Wiking-Ruf trug.
Symbol der Wiking-Jugend war ein Adler vor einer aufgehenden Sonne und als zusätzliches Symbol diente die Odal-Rune. Das Verbot der Gruppe schließt ein Verbot der Verwendung der Rune als Gruppensymbol ein.

## Gründung und Entwicklung
Die Wiking-Jugend ging aus der im Mai 1950 gegründeten Reichsjugend hervor. Diese war die Jugendorganisation der Sozialistischen Reichspartei und wurde von Walter Matthaei geleitet. Aufgrund des Verbots der Partei schloss sich die Reichsjugend am 2. Dezember 1952 in Wilhelmshaven mit Teilen der „Deutschen Unitarier Jugend“ und der „Vaterländischen Jugend“ zur Wiking-Jugend zusammen. Gründer und erster Bundesvorsitzender der Wiking-Jugend war der ehemalige Reichsjugendführer der Sozialistischen Reichspartei, Walter Matthaei. Matthaei verließ jedoch frühzeitig Deutschland und ließ sich im falangistischen Spanien nieder, von wo aus er bis zu seinem Tod als einer der führenden Akteure des europäischen Neonazismus agierte und mit seinen Nachfolgern an der Spitze der Wiking-Jugend kooperierte.
Die Wiking-Jugend verstand sich als Teil der „nationalbündischen Jugendbewegung“ und war zunächst über den Kameradschaftsring Nationaler Jugendverbände mit ähnlichen völkischen und neonazistischen Jugendorganisationen zusammengeschlossen, zu denen u. a. die Schillerjugend gehörte. Während diese durch äußere Faktoren wie die Gründung der Bundeswehr, die Attraktivität der Popkultur und schließlich die Protestkultur der 1960er Jahre ihre Anziehungskraft auf Jugendliche einbüßten und sich teilweise auflösten, wurde die Wiking-Jugend zur mitgliederstärksten und hegemonialen Jugendorganisation des Neonazismus.
Eine Besonderheit innerhalb des Rechtsextremismus war die dynastische Führung der Organisation, die nach dem Weggang Matthaeis ausschließlich von Mitgliedern der Familie Nahrath wahrgenommen und in gerader Linie vom Vater Raoul Nahrath auf den Sohn Wolfgang Nahrath und den Enkel Wolfram Nahrath weitergegeben wurden. Die Leitung der Organisation wurde von Wilhelmshaven nach Köln und von dort 1967 nach Stolberg verlegt. Das dortige Privathaus der Familie im Stadtteil Büsbach diente bis zum Verbot als organisatorisches Zentrum und wurde vor dem Verbot gemeinsam mit Sascha Wagner (NPD) betrieben. Formal allerdings hatte Wolfram Nahrath den Bundessitz 1991 nach Berlin verlagert.
Nachdem sich seit Ende 1984 die Führungsfunktionäre, vor allem der Bundesführer immer deutlicher der rechtsextremen Freiheitlichen Deutschen Arbeiterpartei (FAP) angenähert hatten, traten in den folgenden Jahren einige Mitglieder, die den neonazistischen Kurs nicht mittragen wollten, aus der WJ aus und gründeten 1987 den Arbeitskreis Junge Familie und den Sturmvogel – deutscher Jugendbund, einen Jugendverband, der bis heute existiert.
In den folgenden Jahren kam es zu immer engeren Kontakten mit der FAP, unter anderem wurden FAP-Abordnungen zum Schutz von Zeltlagern eingesetzt, spätestens seit 1989 waren Mitglieder der WJ auch in der FAP organisiert, der Sohn des damaligen Bundesführers war sogar Mitglied im Parteivorstand. Die Wiking-Jugend distanzierte sich allerdings vom Anhängerkreis um den Neonazi Michael Kühnen.

## Organisationsform
Die Wiking-Jugend nutzte die Rechtsform eines eingetragenen Vereins nach bundesdeutschem Recht (mit Sitz in Stolberg, registriert am 25. Oktober 1974), war jedoch als ein europaweiter Bund nach dem Führerprinzip organisiert. Die räumliche Reichweite der bundesdeutschen Kernorganisation entsprach nicht den Grenzen der Bundesrepublik Deutschland, sondern denen des Großdeutschen Reiches. 
Auftreten und Struktur waren dem Vorbild der Hitlerjugend entlehnt. Die übergreifende Organisationsebene bildete der „Bund“ mit dem „Bundesführer“ an seiner Spitze. Dem „Bund“ unterstanden „Gaue“ und diesen wiederum „Horste“, deren Jungen- und Mädchenschaften wiederum von „Pimpfen“ und „Jungmädeln“ gebildet wurden. Die Gauzeichen waren rechteckig mit weißer Schrift auf schwarzem Hintergrund und nicht identisch mit denen der Hitler-Jugend.
Die Wiking-Jugend verfügte über organisatorische Ableger in den Ländern Spanien, Niederlande, Großbritannien, Belgien (Flandern), Frankreich, Skandinavien, Australien-Neuseeland und in der Schweiz, die dem „Bund“ als „Gaue“ oder „Stützpunkte“ angeschlossen waren. Unter den nichtdeutschen „Gauen“ war die niederländische und flämische „Wiking Jeugd“ besonders aktiv.
Die interne Hierarchie der Wiking-Jugend umfasste vierzehn Führertitel. Die formale Mitgliedschaft war ab sechs Jahren möglich. Da eine Altersgrenze nach oben nicht bestand, fungierte die Organisation als Lebensbund und konnte so auch erwachsene Akteure bis ins hohe Alter integrieren. Das Konzept zielte auf eine möglichst vollständige völkische Sozialisation in Verbindung mit einer nationalsozialistischen Schulung und „Führerauslese“. Der Einfluss der staatlichen Schulen und der Elternhäuser sollte durch Abschottung und Feindbestimmung minimiert werden. Ein wesentlicher Bestandteil des Konzepts war die Forcierung von Familiengründungen unter den erwachsenen Mitgliedern, die sowohl als politischer Kern der Organisation als auch als biologischer Kern einer Volksgemeinschaft begriffen wurden. Diese familiären Strukturen erstreckten sich teilweise über mehrere Generationen und wurden in diesen Fällen als „Gesinnungssippen“ bezeichnet.
Dass die Wiking-Jugend nach eigenen Angaben etwa 15.000 Kinder und Jugendliche in ihren Reihen organisierte, aber zu keinem Zeitpunkt wohl mehr als 600 Mitglieder hatte, lässt auf eine erhebliche Mitgliederfluktuation schließen.
In der Kinder- und Jugendarbeit nahmen Lager, Fahrten, Märsche und Feste eine zentrale Rolle ein. Dabei wurden die Jugendlichen auch paramilitärisch ausgebildet und schweren körperlichen Strapazen ausgesetzt. Zeltlager der Wiking-Jugend fanden ab Mitte der 1980er Jahre wiederholt im Heideheim des Neonazis Jürgen Rieger im niedersächsischen Hetendorf statt; die paramilitärischen Übungen häufig auf dem nahegelegenen Truppenübungsplatz Munster.

## Die Wiking-Jugend in Österreich
Anfang der 1980er-Jahre hielt die Wiking-Jugend mehrwöchige Zeltlager im Kärntner Glantal ab. Die Gründung eines österreichischen Vereins wurde 1980 von der Sicherheitsdirektion des Bundeslandes Kärnten mit Bescheid vom 23. September 1980 nicht genehmigt; dies wurde durch den Verfassungsgerichtshof am 16. Oktober 1981 bestätigt.

## Verbot
In Deutschland verbot das Bundesministerium des Innern am 10. November 1994 die Wiking-Jugend gemäß § 3 Vereinsgesetz; dies wurde am 13. April 1999 durch das Bundesverwaltungsgericht bestätigt. Zum Zeitpunkt des Verbots war sie mit 400 bis 500 Mitgliedern die größte neonazistische Jugendorganisation.
Das Bundesinnenministerium begründete das Verbot einerseits mit der „Wesensverwandtschaft“ der Wiking-Jugend mit NSDAP und Hitlerjugend, andererseits wurde ihr Bestreben hervorgehoben, „mit ihrer Tätigkeit die verfassungsmäßige Ordnung fortlaufend zu untergraben und letztendlich zu beseitigen.“ Ziel sei es, notfalls mit Gewalt einen nationalsozialistischen Staat zu errichten. Im Vorfeld des Verbots waren die Behörden zu dem Schluss gekommen, dass die Wiking-Jugend sich auf einen bewaffneten Kampf vorbereitete. Wiederholt waren bei Mitgliedern scharfe Waffen, Munition und Sprengstoff sichergestellt worden, und Kinder und Jugendliche waren militärisch ausgebildet worden. Die Wiking-Jugend führte nach dem Verbot 1995 ihr Winterlager in Belgien durch. Ein Treffen auf der Burg Hohnstein in Thüringen wurde von der Polizei aufgelöst.
Da nach dem Verbot zahlreiche Akteure sowie ähnliche Organisationsstrukturen und Symbole bei der Heimattreuen Deutschen Jugend wieder auftauchten, galt diese als Nachfolgeorganisation der Wiking-Jugend. Sie wurde 2009 ebenfalls verboten.

## Publikationen
Als Publikationen dienten „Der Wikinger“ und die auf die Ansprache von Schülern spezialisierte Jugendzeitschrift „Gäck“. Als interne Medien dienten u. a. „Fahrtenkalender“, hektographierte bzw. fotokopierte Schulungsmaterialien sowie sonstige graue Literatur. Die nichtdeutschen Organisationen der Wiking-Jugend verfügten zum Teil über eigene Medien.

## Mitglieder
Bekannte Wiking-Jugend-Mitglieder bzw. -Funktionäre waren:
| - Bela Ewald Althans - Manfred Börm - Gudrun Burwitz - Friedhelm Busse - Lisbeth Grolitsch - Thorsten Heise - Odfried Hepp - Eric Kaden - Gundolf Köhler | - Stefan Köster - Thomas Lemke - Walter Matthaei - Dirk Nahrath - Raoul Nahrath - Wolfgang Nahrath - Wolfram Nahrath - Udo Pastörs - Anton Pfahler | - Sebastian Räbiger - Frank Rennicke - Edda Schmidt - Ralph Tegethoff - Björn Ulbrich - Sascha Wagner - Norbert Weidner - Rudi Wittig - Thomas Wulff |

## Unterstützer und Umfeld
| - Thomas Brehl - Wiking-Jugend Rechtsanwalt Hans Günter Eisenecker | - Mut - Heinz-Christian Strache | - René Rodriguez-Teufer - Christian Worch |